# Alpha Centauri
|  | Denne artikel omhandler musikgruppen. For dobbeltstjernesystemet, se Alfa Centauri. |
Alpha Centauri var en dansk musikgruppe, der blev dannet i 1979 med afsæt i jazz-rock  fusiongruppen Entrance, der var blevet opløst kort forinden. Orkestret spillede instrumentalmusik og blev som Entrance anset som et banebrydende orkester indenfor dansk fusionmusik, hvor alle instrumenter er ligeværdige. 
Alpha Centauri udsendte i 1980 albummet 20:33. Albummet blev præmieret af Statens Kunstfond. Gruppen gik i opløsning i 1982.
Orkestret bestod af 
- Bjarne Roupe - Guitar (tidligere Entrance m.fl.)
- Bo Stief - Bas (tidligere Entrance m.fl.)
- Palle Mikkelborg - Trompet (tidligere Entrance m.fl.)
- Jørgen Emborg - Keyboards (tidligere Jørgen Emborg kvartet m.fl.)
- Ole Theill - Trommer (tidligere Acoustic Guitars)

## Diskografi
- 1980 - 20:33